# Астор, Гертруда
Гертру́да А́стор (англ. Gertrude Astor; 9 ноября 1887, Лейквуд, Огайо — 9 ноября 1977, Вудленд-Хиллз, Калифорния) — американская киноактриса, также известна как актриса телевидения.

## Биография
Гертруда Айрин Эйстер (настоящее имя актрисы) родилась 9 ноября 1887 года в городе Лейквуд (штат Огайо, США). Её родители были немецкого происхождения, отца звали Глен Эйстер, он работал помощником начальника пожарной охраны города Лайма.
В молодости Гертруда стала участницей женской музыкальной группы: она играла на тромбоне и гастролировала по стране. Во время нахождения группы в Нью-Йорке девушка покинула её, чтобы начать карьеру киноактрисы, подписав контракт с Universal Pictures. В 1914 году она приехала в Голливуд, и с 1915 года начала сниматься: за 51 год (1915—1966) появилась в 343 кинофильмах (53 из них были короткометражными, а в 159 случаях она не была указана в титрах) и телесериалах. Высокая (180 см), статная, угловатая и красивая женщина, Астор часто возвышалась над ведущими актёрами, поэтому её преимущественно приглашали на эпизодические комедийные роли аристократок, золотоискательниц и «лучших подруг главной героини». В отличие от многих, актриса безболезненно перешла из эры немого кино в эру звукового (у Астор был глубокий гортанный голос).
Гертруда Астор скончалась 9 ноября 1977 года (в день своего 90-летия) в районе Вудленд-Хиллз (город Лос-Анджелес, штат Калифорния) от инсульта. Похоронена на кладбище «Голливуд навсегда».
Астор никогда не была замужем и не оставила детей.

## Избранная фильмография
Основная статья: Фильмография Гертруды Астор

### Широкий экран
В титрах указана
- 1917 — Серый призрак[англ.] / The Gray Ghost — леди Гвендолин
- 1917 — Спасение[англ.] / The Rescue — миссис Хендрикс
- 1917 — Приятель шайенна[англ.] / Cheyenne's Pal — Флора Белль, девушка из данс-холла (к/м)
- 1918 — Когти льва[англ.] / The Lion's Claws — леди Мэри Лейтон
- 1918 — Бесстыдная красота[англ.] / The Brazen Beauty — миссис Августа фон Рейсдаэль
- 1919 — Испорченная милашка[англ.] / The Wicked Darling — Адель Хойт
- 1919 — Судьба[англ.] / Destiny — Лорейн Хасуэлл
- 1919 — Человек-лев[англ.] / The Lion Man — Селеста Ла Ру
- 1920 — Фирменное железо[англ.] / The Branding Iron — Бетти Морена
- 1921 — Концерт[англ.] / The Concert — Ева
- 1921 — С чёрного хода / Through the Back Door — Луиза Ривс
- 1921 — Её безумная сделка[англ.] / Her Mad Bargain — Рут Бересфорд
- 1921 — Счастливчик Карсон[англ.] / Lucky Carson — мадам Маринофф
- 1922 — За скалами[англ.] / Beyond the Rocks — Морелла Уинмарли
- 1922 — Цветок на стене[англ.] / The Wall Flower — Памела Шил
- 1922 — Девяносто и девять[англ.] / The Ninety and Nine — Кейт Ван Дайк
- 1923 — Неудачник[англ.] / The Ne'er-Do-Well — Эдит Кортландт
- 1923 — Голливуд / Hollywood — в роли самой себя
- 1923 — Пылкая юность / Flaming Youth — Энни
- 1924 — Секреты[англ.] / Secrets — миссис Мэнуоринг
- 1924 — Безмолвный наблюдатель[англ.] / The Silent Watcher — миссис Стил
- 1925 — Чаровница / The Charmer — Берта Седжуик
- 1925 — Гордость Кентукки[англ.] / Kentucky Pride — миссис Бомонт
- 1925 — Увлечённая сценой[англ.] / Stage Struck — Лиллиан Лайонс
- 1926 — По ту сторону фронта[англ.] / Behind the Front — французская барменша
- 1926 — Укротители жён[англ.] / Wife Tamers — миссис Барри (к/м)
- 1926 — Кики[англ.] / Kiki — Полетта Маскар
- 1926 — Силач / The Strong Man — «Лили» с Бродвея
- 1926 — Весёлый мошенник[англ.] / The Cheerful Fraud — Роуз
- 1927 — Кот и канарейка / The Cat and the Canary — Сесили Янг
- 1927 — Гинзберг Великий[англ.] / Ginsberg the Great — Сапфо
- 1928 — Роза-Мария[англ.] / Rose-Marie — Ванда
- 1929 — Синтетический грех[англ.] / Synthetic Sin — Шейла Келли
- 1929 — Ледяное правосудие[англ.] / Frozen Justice — Кейт «Лосиная Шкура»
- 1929 — Неприрученный[англ.] / Untamed — миссис Мейсон
- 1930 — Будь собой![англ.] / Be Yourself! — Лиллиан[11]
- 1931 — Начистоту[англ.] / Come Clean — миссис Харди (к/м)
- 1934 — Весёлая стирка[англ.] / Washee Ironee — женщина, которой в спину кинули мороженое (к/м)
- 1934 — Томми Штопор[англ.] / Tailspin Tommy — разные роли (в 7-й и 9-й сериях)
- 1935 — Четыре часа на убийство![англ.] / Four Hours to Kill! — мать маленькой девочки
- 1940 — Неверные мужья[англ.] / Misbehaving Husbands — сплетничающая подружка
- 1950 — Снова… пионеры[англ.] / Again Pioneers — миссис Ирма Дженс
- 1952 — Реактивная работа[англ.] / Jet Job — танцовщица
- 1961 — Рука дьявола[англ.] / The Devil's Hand — культистка

В титрах не указана
- 1917 — Против Бродвея / Bucking Broadway — Глэдис
- 1919 — Милый чертёнок[англ.] / The Delicious Little Devil — танцовщица
- 1922 — Лорна Дун[англ.] / Lorna Doone — графиня Брандирская
- 1927 — Хижина дяди Тома[англ.] / Uncle Tom's Cabin — миссис Сент-Клэр
- 1932 — Фриско Дженни[англ.] / Frisco Jenny — мисс Беула
- 1935 — Только без дам[англ.] / No More Ladies — массовка в ночном клубе
- 1935 — Ад Данте[англ.] / Dante's Inferno — жена концессионера
- 1935 — Бродвейская мелодия 1936 года[англ.] / Broadway Melody of 1936 — актриса в зале ожидания Боба Гордона[12]
- 1936 — Великий Зигфелд / The Great Ziegfeld — нахальная блондинка Анна, поддерживающая члена аудитории[13]
- 1936 — Сан-Франциско / San Francisco — пьяная женщина
- 1936 — Наши отношения[англ.] / Our Relations — клиентка Пиратского клуба
- 1936 — Великолепный грубиян[англ.] / The Magnificent Brute — горожанка
- 1937 — Лёгкая жизнь / Easy Living — морячка
- 1937 — Загубленные в море[англ.] / Souls at Sea — барменша
- 1937 — Уэллс Фарго[англ.] / Wells Fargo — первопроходец
- 1938 — Большое радиовещание в 1938 году[англ.] / The Big Broadcast of 1938 — женщина
- 1939 — Пыль будет моей судьбой / Dust Be My Destiny — дама
- 1939 — Женщины / The Women — медсестра грязевых ванн
- 1940 — Молодой Том Эдисон[англ.] / Young Tom Edison — пассажирка поезда
- 1941 — Задержите рассвет / Hold Back the Dawn — посетительница бара
- 1941 — Человек-волк / The Wolf Man — горожанка
- 1942 — Леди на одну ночь[англ.] / Lady for a Night — женщина
- 1942 — Пожнёшь бурю[англ.] / Reap the Wild Wind — участница бала
- 1942 — Кольца на её пальцах[англ.] / Rings on Her Fingers — женщина, выходящая из дамской гостиной[14]
- 1942 — Полнолуние[англ.] / Moontide — женщина
- 1943 — Канзасец[англ.] / The Kansan — горожанка
- 1944 — Багровый коготь / The Scarlet Claw — леди Лиллиан Джентри Пенроуз
- 1944 — Кульминация[англ.] / The Climax — женщина в аудитории позади Франца Мюнцера
- 1944 — Не могу не петь / Can't Help Singing — первопроходец, мать Уоррена
- 1945 — Чудо-человек[англ.] / Wonder Man — жена помощника окружного прокурора
- 1945 — Рапсодия в голубых тонах[англ.] / Rhapsody in Blue — зрительница концерта
- 1945 — Приходящая жена[англ.] / Guest Wife — возмущённая женщина в ночном клубе
- 1945 — Дик Трейси[англ.] / Dick Tracy — женщина
- 1945 — Бог ей судья / Leave Her to Heaven — тюремная надзирательница
- 1946 — Драгонвик / Dragonwyck — медсестра
- 1946 — Катастрофа / Crack-Up — ворчащая жена в поезде
- 1946 — Сестра Кенни[англ.] / Sister Kenny — доктор
- 1946 — Лучшие годы нашей жизни / The Best Years of Our Lives — гостья на свадьбе
- 1946 — Калькутта / Calcutta — покровительница ночного клуба
- 1948 — Ловко устроился / Sitting Pretty — горожанка
- 1948 — Моя дорогая секретарша[англ.] / My Dear Secretary — мисс Ги
- 1948 — Три крёстных отца / 3 Godfathers — женщина в салуне
- 1949 — Удар / Impact — репортёр в зале суда
- 1949 — Прекрасная блондинка из Бэшфул-Бенда[англ.] / The Beautiful Blonde from Bashful Bend — горожанка
- 1949 — Дело Тельмы Джордон / The File on Thelma Jordon — присяжная
- 1949 — История Фаворита[англ.] / The Story of Seabiscuit — жена Оскара
- 1950 — Женщина в бегах / Woman in Hiding — посетительница аптеки
- 1950 — Монтана / Montana — женщина
- 1950 — В клетке / Caged — заключённая
- 1950 — Бульвар Сансет / Sunset Boulevard — служанка
- 1950 — Всё о Еве / All About Eve — гостья на церемонии вручения Премии Сары Сиддонс[англ.]
- 1950 — Уничтожители блюза[англ.] / Blues Busters — покровительница ночного клуба
- 1951 — Барабаны апачей[англ.] / Apache Drums — горожанка
- 1951 — Гром на холме / Thunder on the Hill — селянка
- 1951 — Когда миры столкнутся / When Worlds Collide — путешественница
- 1951 — Босоногий почтальон[англ.] / The Barefoot Mailman — горожанка
- 1951 — Тайное бегство[англ.] / Elopement — мать
- 1952 — Скандальная хроника / Scandal Sheet — соседка
- 1952 — Бандитская империя / Hoodlum Empire — слушательница в зале суда
- 1952 — Пола[англ.] / Paula — миссис Браун
- 1952 — Весёлая вдова[англ.] / The Merry Widow — придворная, встречающая гостей
- 1952 — Ангельское лицо / Angel Face — матрона
- 1953 — Напуганные до смерти[англ.] / Scared Stiff — жена мужчины со спагетти на голове
- 1953 — Болтающиеся по Лондону[англ.] / Loose in London — леди Хайтауэр
- 1953 — Чудовище с глубины 20 000 саженей / The Beast from 20,000 Fathoms — кричащая женщина
- 1954 — Звезда родилась / A Star Is Born — зрительница на ипподроме
- 1954 — Глубоко в моём сердце / Deep in My Heart — медсестра Дороти Доннелли[англ.]
- 1955 — Неукротимый[англ.] / Untamed — гостья на балу
- 1955 — Высшее общество[англ.] / High Society — слушательница фортепианного оркестра
- 1955 — Длинноногий папочка / Daddy Long Legs — покровительница художественной галереи
- 1955 — Уичито[англ.] / Wichita — «мадам» салуна
- 1955 — Королева-девственница[англ.] / The Virgin Queen — фрейлина
- 1955 — Леди Годива из Ковентри / Lady Godiva of Coventry — горожанка
- 1955 — Художники и модели[англ.] / Artists and Models — танцовщица
- 1955 — Под дулом пистолета[англ.] / At Gunpoint — горожанка
- 1956 — Искатели / The Searchers — гостья на свадьбе
- 1956 — Босс / The Boss — женщина на посвящении
- 1956 — Фургоны, на Запад![англ.] / Westward Ho the Wagons! — женщина в фургоне
- 1958 — Самка / The Female Animal — киноактриса на съёмочной площадке
- 1958 — Слишком много, слишком скоро[англ.] / Too Much, Too Soon — член аудитории
- 1959 — Кавалеристы / The Horse Soldiers — горожанка
- 1959 — Тинглер[англ.] / The Tingler — зрительница в кинотеатре немого кино
- 1959 — Всё самое лучшее / The Best of Everything — главная актриса спектакля
- 1960 — Сержант Ратледж / Sergeant Rutledge — слушательница в зале суда
- 1961 — Всей работы на одну ночь[англ.] / All in a Night's Work — покупательница
- 1961 — Два всадника / Two Rode Together — миссис Урингл
- 1962 — Четыре всадника Апокалипсиса / The Four Horsemen of the Apocalypse — участница аукциона / покровительница ресторана
- 1962 — Человек, который застрелил Либерти Вэланса / The Man Who Shot Liberty Valance — горожанка
- 1962 — Руки незнакомца[англ.] / Hands of a Stranger — ворчливая жена

### Телевидение
- 1952 — Я люблю Люси / I Love Lucy — танцовщица (в эпизоде Ricky Loses His Voice)
- 1956 — Видео-театр «Люкс»[англ.] / Lux Video Theatre — член жюри (в эпизоде The Night of January Sixteenth)
- 1957 — Сломанная стрела[англ.] / Broken Arrow — женщина (в эпизоде Attack on Fort Grant)
- 1958 — Как выйти замуж за миллионера[англ.] / How to Marry a Millionaire — акционер (в эпизоде Three Stacked Stockholders)[15]
- 1959 — Спасательный отряд № 8[англ.] / Rescue 8 — медсестра (в эпизоде Walking Death)
- 1961 — Приключения Оззи и Харриет / The Adventures of Ozzie and Harriet — матрона (в эпизоде The Trading Stamps[англ.])
- 1963 — Неприкасаемые[англ.] / The Untouchables — присяжная (в эпизоде An Eye for an Eye[англ.])[15]
- 1964 — Новое шоу Фила Силверса[англ.] / The New Phil Silvers Show — Ингрид (в эпизоде Auntie Up)
- 1966 — Моя мать — машина[англ.] / My Mother the Car — старая леди (в эпизоде The Incredible Shrinking Car)

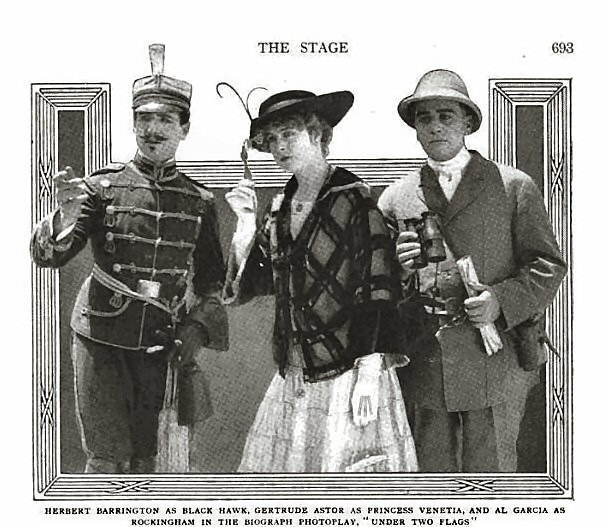
Слева направо: Герберт Баррингтон, Гертруда Астор (впервые на экране) и Эл Гарсия в фильме «Под двумя флагами» (1915)
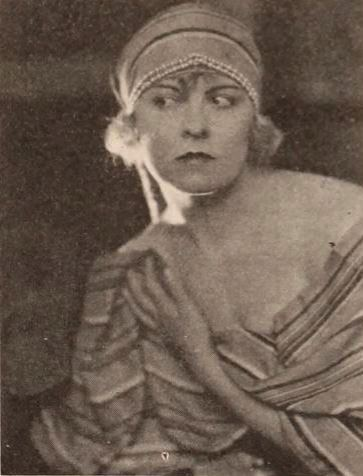
В киносериале «Человек-лев[англ.]» (1919)
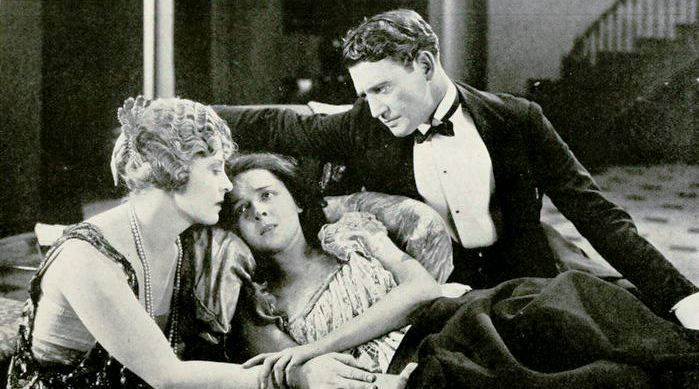
Слева направо: Гертруда Астор, Коллин Мур и Ричард Дикс в фильме «Цветок на стене[англ.]» (1922)
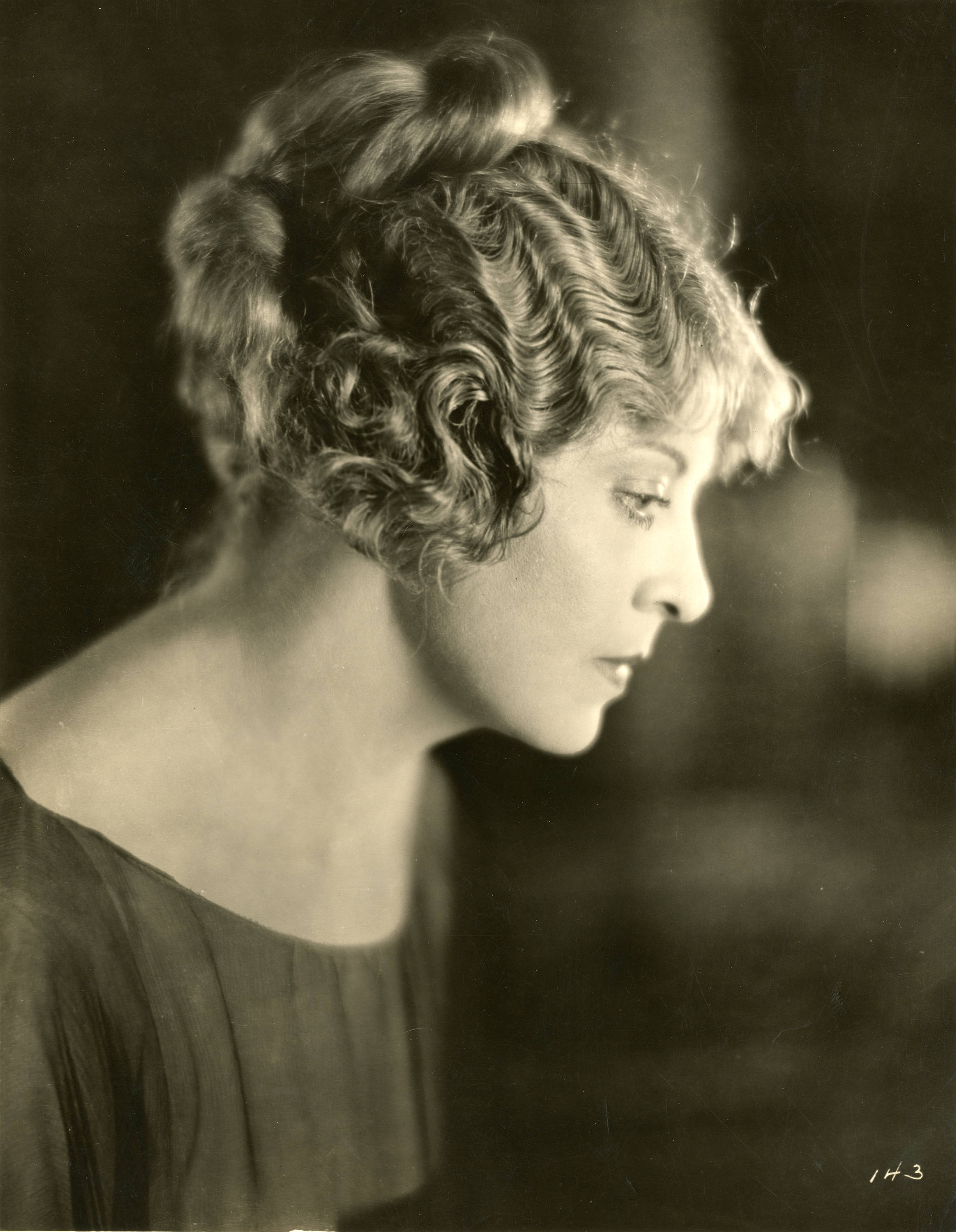
Фото 1924 года
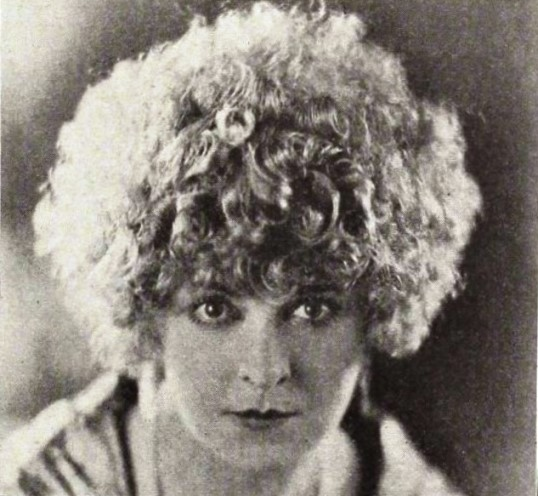
В фильме «Одеяния греха» (1924)
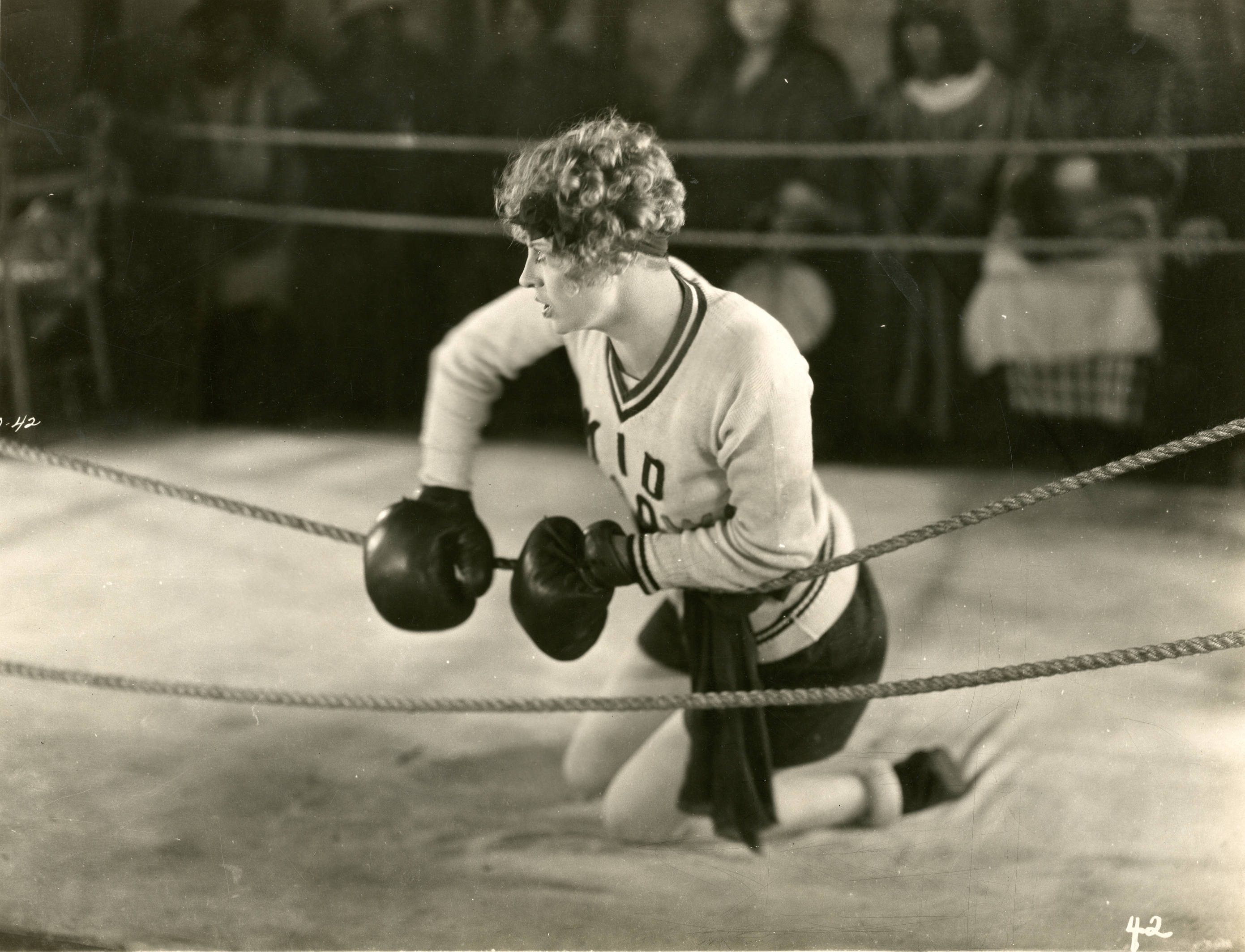
В фильме «Увлечённая сценой[англ.]» (1925)
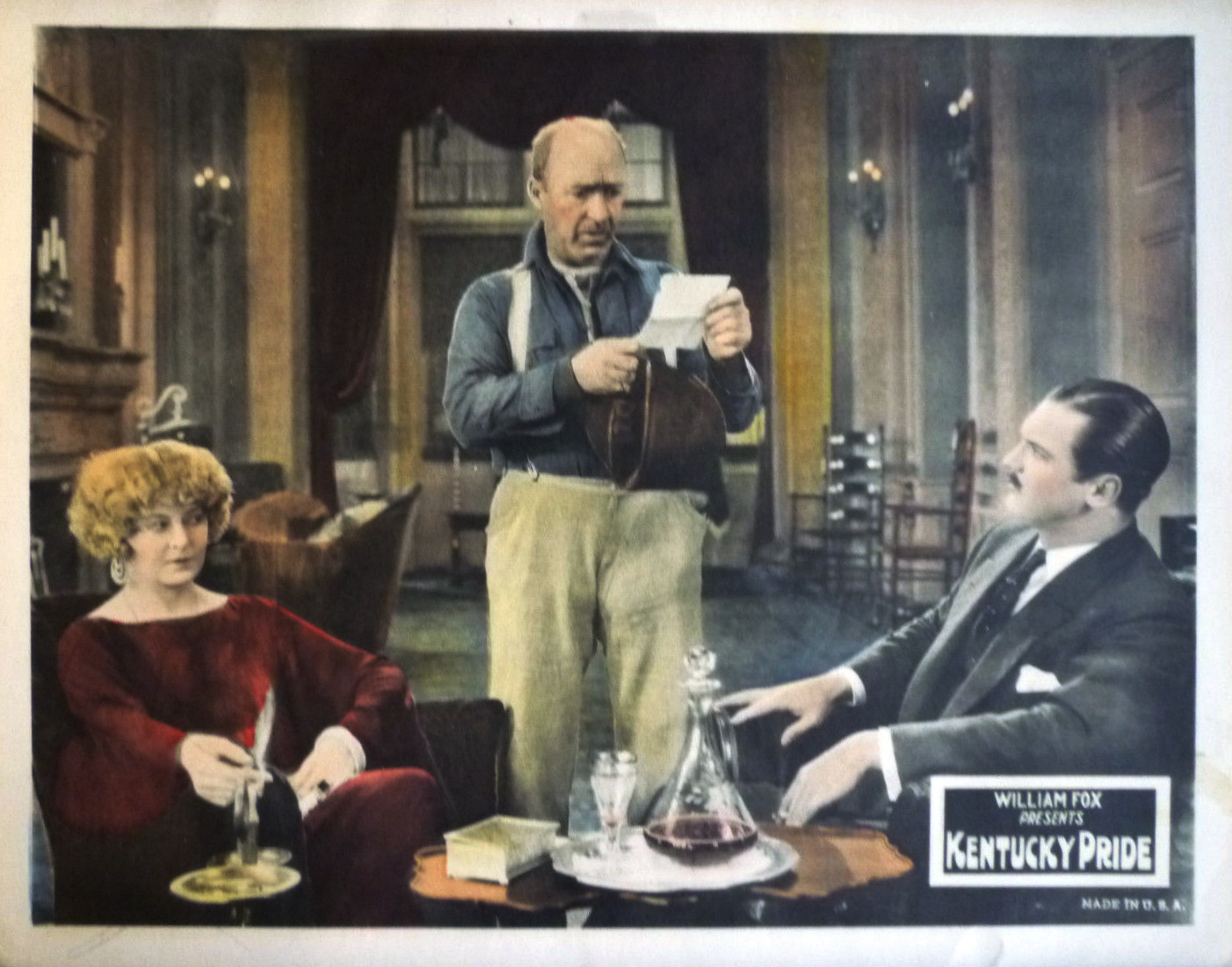
На лобби-карточке фильма «Гордость Кентукки[англ.]» (1925)
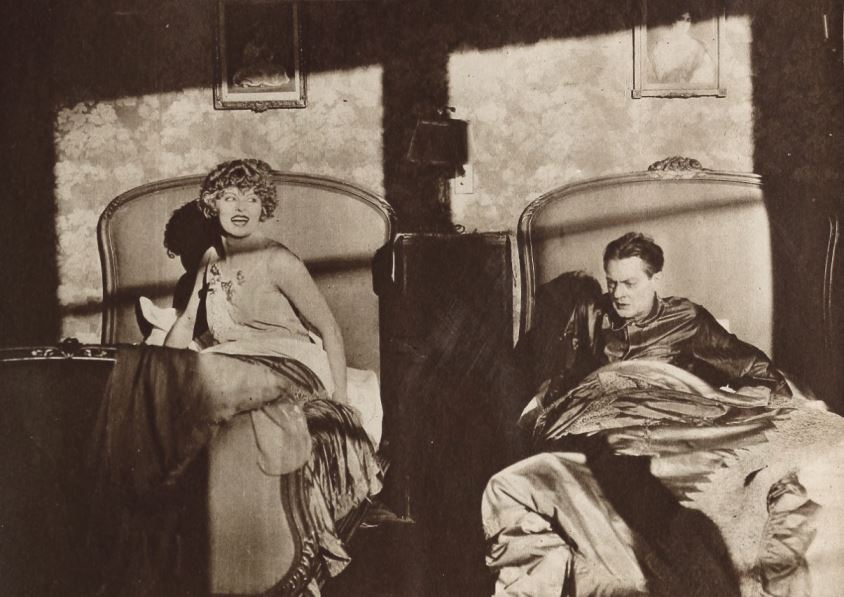
С Лайонелом Барримором в фильме «Укротители жён[англ.]» (1926)